# Eutypa maura
Eutypa maura (Fr.) Sacc. – gatunek grzybów z rodziny Diatrypaceae.

## Systematyka i nazewnictwo
Pozycja w klasyfikacji według Index Fungorum: Eutypa, Diatrypaceae, Xylariales, Xylariomycetidae, Sordariomycetes, Pezizomycotina, Ascomycota, Fungi.
Po raz pierwszy takson ten zdiagnozował w 1823 roku Elias Fries nadając mu nazwę Sphaeria maura. Obecną, uznaną przez Index Fungorum nazwę nadał mu w 1882 roku Pier Andrea Saccardo.
Synonimy:
- Engizostoma maurum (Fr.) Kuntze 1898
- Eutypa acharii Tul. & C. Tul. 1863
- Eutypa eutypa (Ach.) House 1919
- Lichen eutypus Ach. 1799
- Sphaeria decomponens Sowerby 1799
- Sphaeria maura Fr. 1823
- Valsa maura (Fr.) Nitschke 1867

## Morfologia
Początkowo rozwija się wewnątrz tkanek drzewa jako endofit. Widoczny staje się dopiero podczas tworzenia podkładek. Są to tzw. podkładki niewłaściwe (pseudostromata), składające się zarówno z tkanek grzyba, jak i tkanek żywiciela. Podkładki czarne, drobne z owocnikami typu perytecjum. Worki na długich nóżkach. Askospory kiełbaskowate, jednokomórkowe, żółtawe, 4,8–7,8 × 1,2–1,5 (1,8) µm.
Na podkładkach Eutypa maura czasami pasożytuje grzyb Sirobasidium albidum.

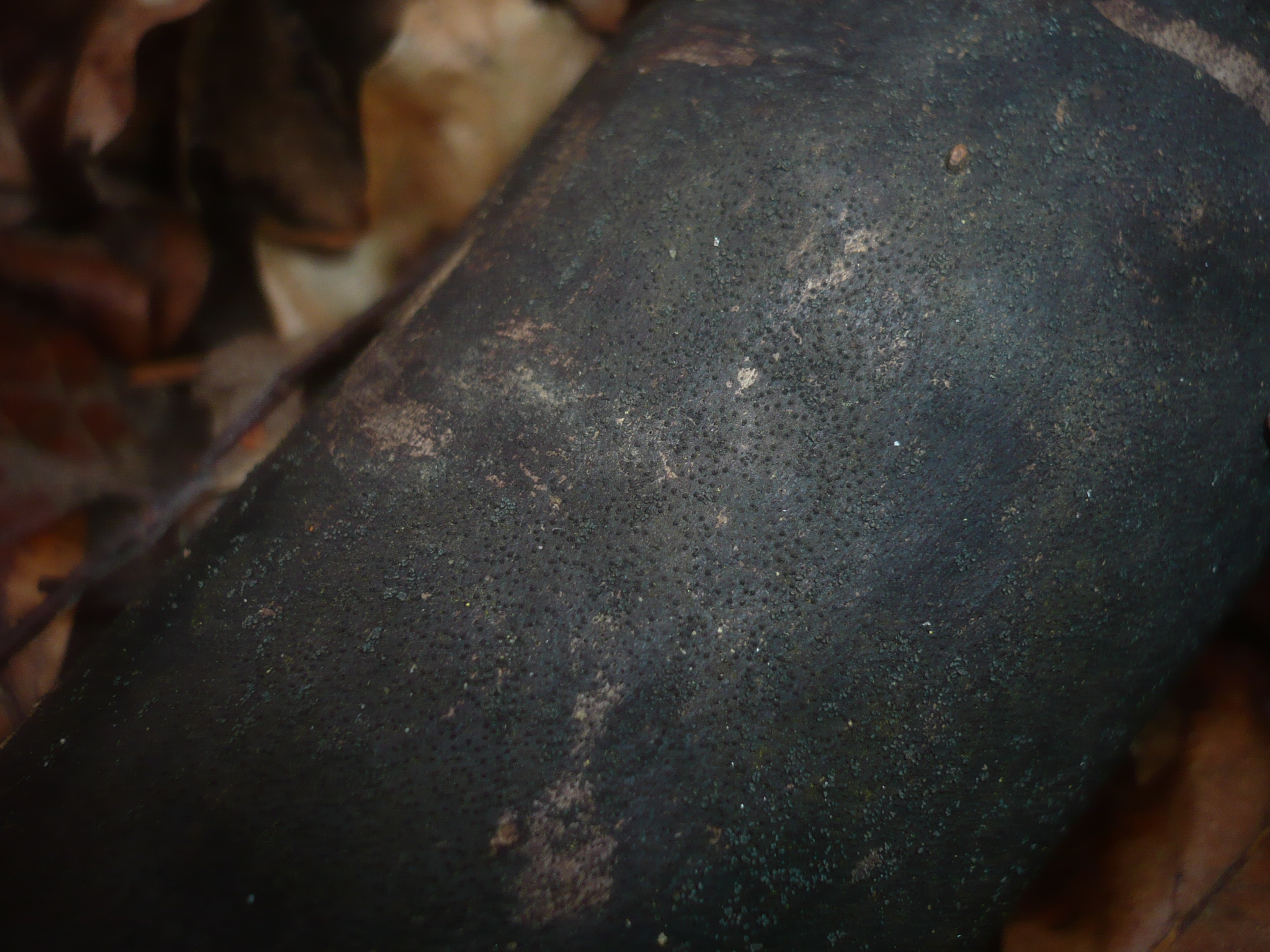
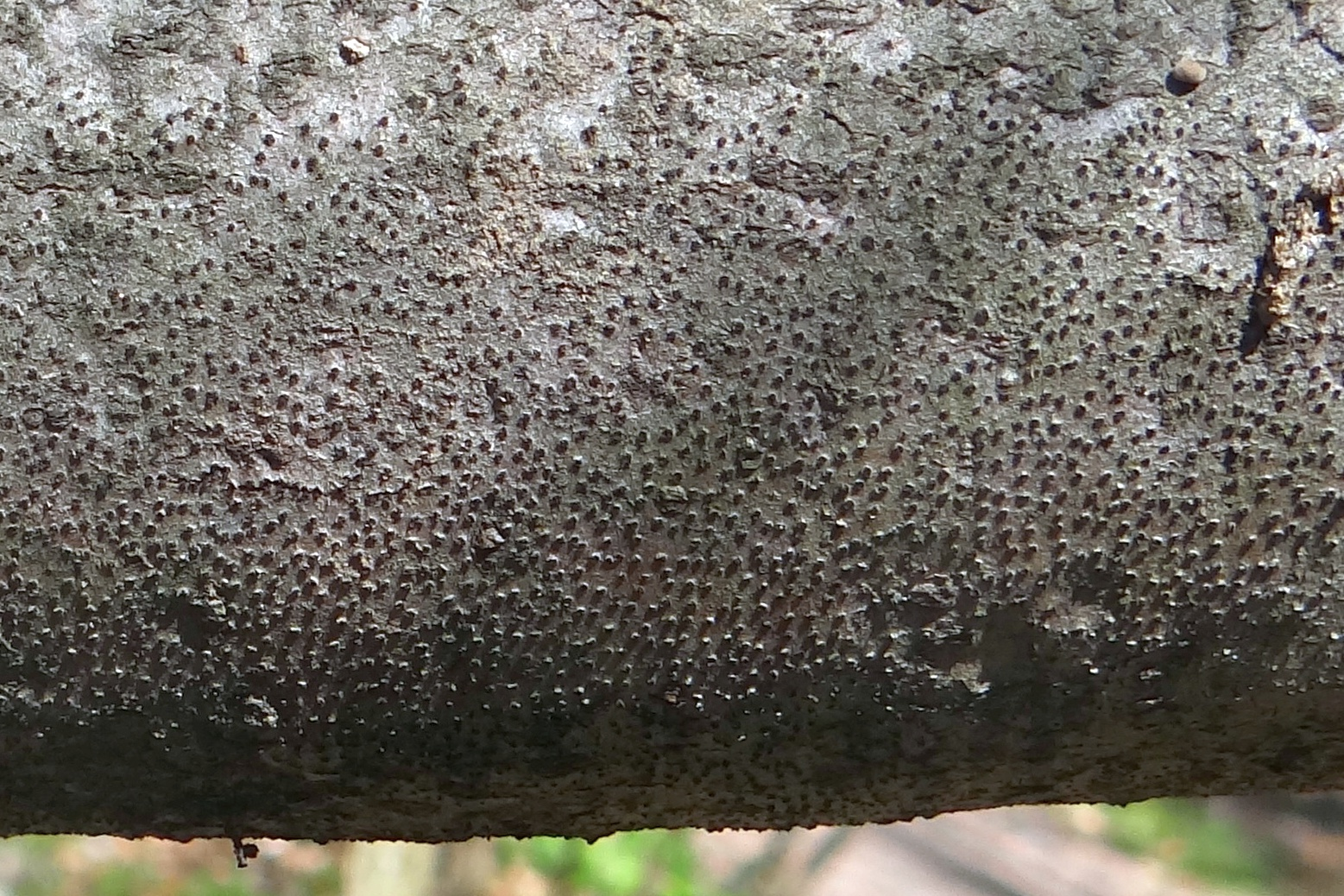
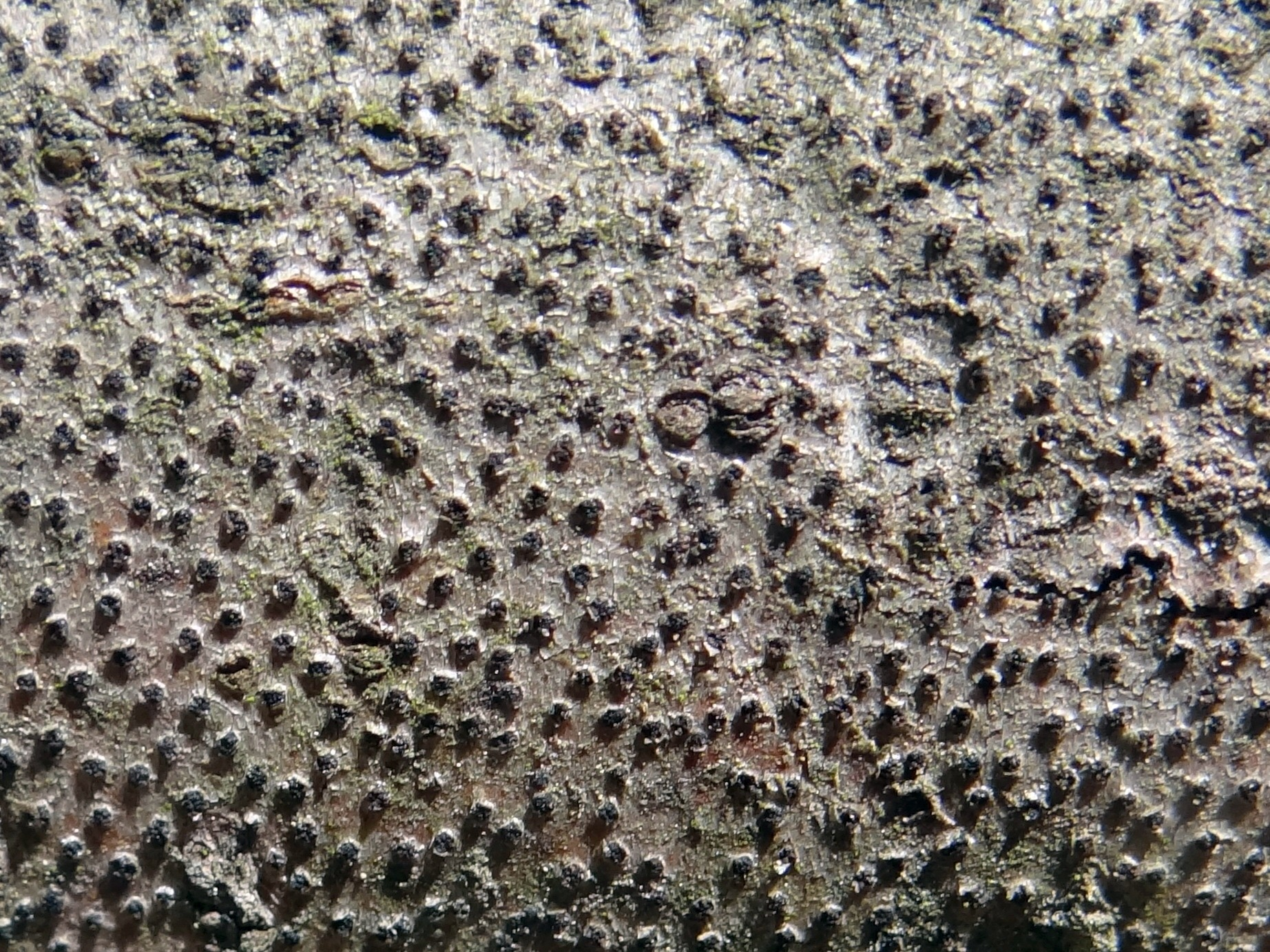

## Występowanie i siedlisko
Podano występowanie Eotypa maura w licznych miejscach w Europie Północnej, Wschodniej i na Półwyspie Skandynawskim, na nielicznych stanowiskach we Francji i w Ameryce Północnej. W Polsce podano kilka stanowisk.
Saprotrof, grzyb nadrzewny występujący na martwych lub obumierających pniach i gałęziach drzew, głównie klonów (Acer). W Polsce notowany także na śliwie tarninie (Prunus spinosa).